# Parapediasia teterrellus
Parapediasia teterrellus là một loài bướm đêm trong họ Crambidae.